# Athyrium masamunei
Athyrium masamunei är en majbräkenväxtart som beskrevs av Shunsuke Serizawa Athyrium masamunei ingår i släktet Athyrium och familjen Athyriaceae. Inga underarter finns listade.